# NGC 109
NGC 109는 안드로메다자리 방향에 있는 나선은하이다.